# Assedio di Smolensk (1609-1611)
L'assedio di Smolensk, noto in Russia anche come difesa di Smolensk (in russo Смоленская оборона? ) durò 20 mesi dal settembre del 1609 al giugno del 1611, nel corso del quale le forze polacche assediarono la città russa di Smolensk nel corso della guerra polacco-moscovita.

## Storia

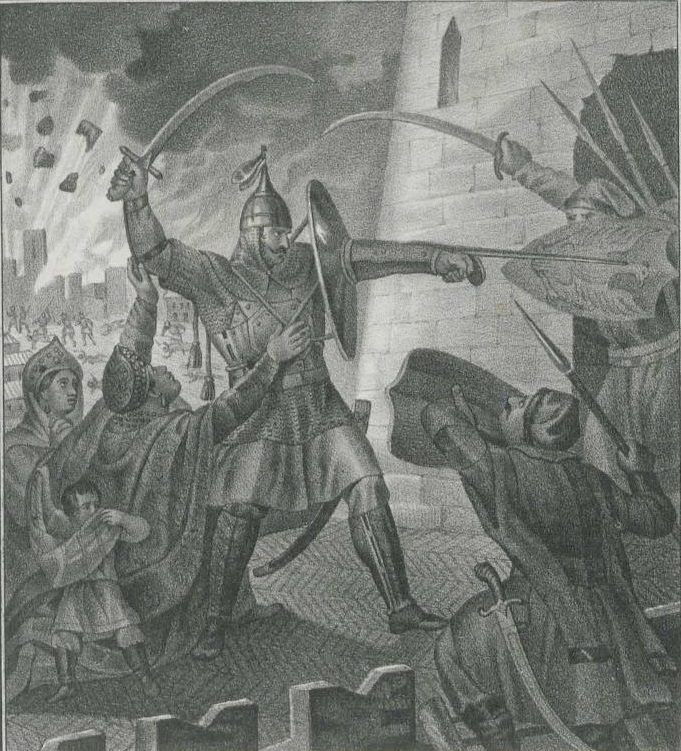
La difesa di Smolensk dall'assedio polacco, di Boris Chorikov (1802–66).

Nel settembre del 1609, l'esercito polacco sotto il comando del re Sigismondo III (22 000 uomini: 12 000 soldati polacchi e 10 000 cosacchi ucraini con 30 cannoni pesanti) si avvicinarono a Smolensk. La città era difesa da una guarnigione russa sotto il comando del voivoda Michail Borisovič Šein e disponeva di circa 5 000 uomini e 200 cannoni pesanti).
Fra il 25 ed il 27 settembre, gli invasori assaltarono Smolensk per la prima volta senza ottenere risultato alcuno. Fra il 28 settembre ed il 4 ottobre, i polacchi circondarono la città e decisero di tenerla in assedio. Nell'anno successivo tentarono la presa della città altre tre volte rispettivamente dal 19 al 20 luglio, l'11 agosto ed il 21 settembre anche in questi casi senza ottenere risultati. L'assedio e gli assalti si alternarono con inutili tentativi di convincere gli abitanti di Smolensk a capitolare. Negoziati tenuti nel settembre 1610 e nel marzo 1611 non diedero esito alcuno.

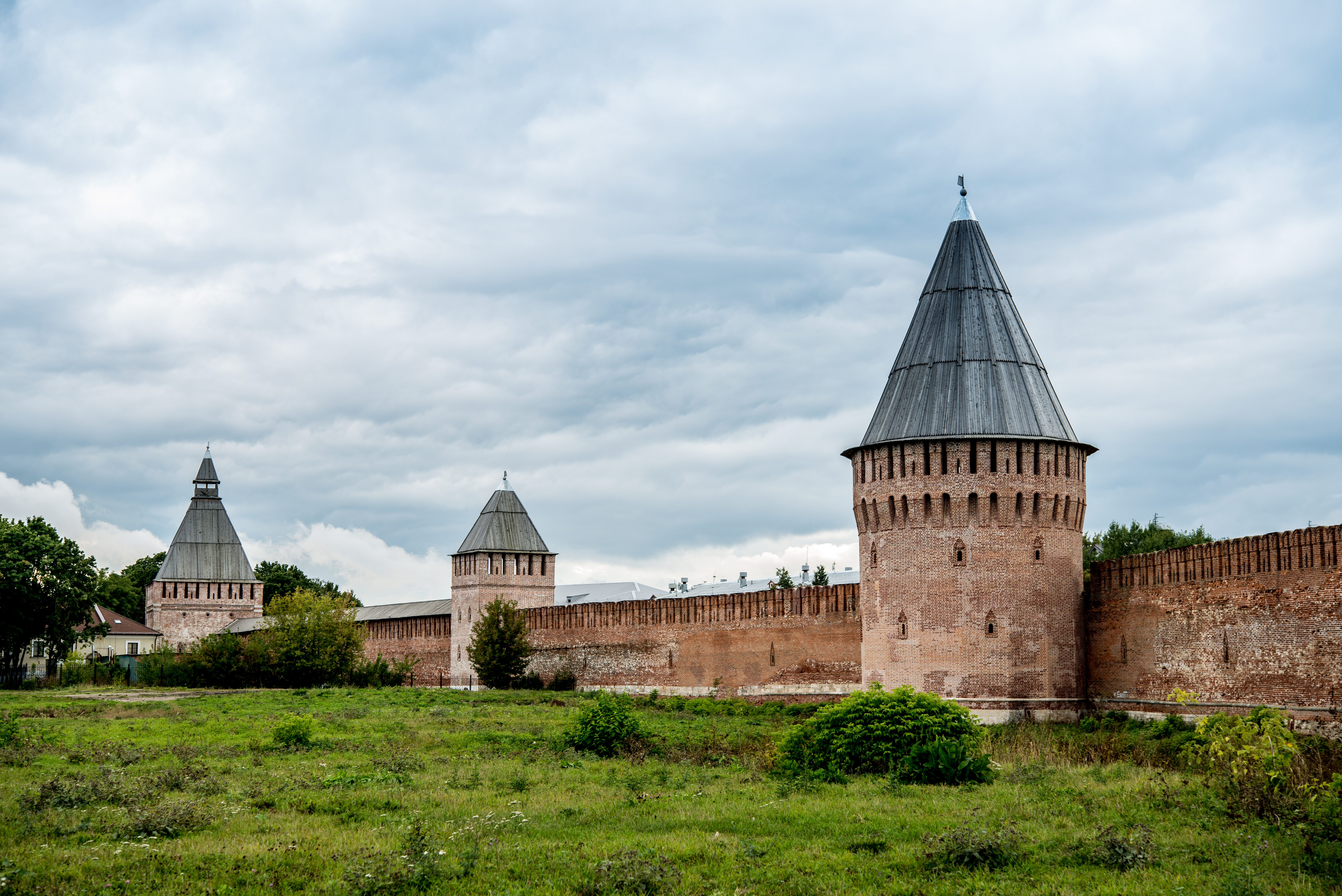
Mura del Cremlino di Smolensk

Nel dicembre 1610 i polacchi decisero di realizzare un massiccio progetto di minamento delle mura della città. Il risultato non fu dei migliori visto che vennero danneggiate soltanto le mura esterne della città senza esito su quelle interne che continuarono a proteggere gli abitanti. L'assedio pertanto andò ancora avanti ed i polacchi riuscirono a creare delle altre brecce nelle mura esterne ed il voivoda di Bracław ordinò ai suoi uomini l'assalto. I russi ebbero però modo di fortificare le zone con un maggior numero di uomini ed entrambi i contendenti subirono numerose perdite ma l'attacco non andò a buon fine.
I cittadini di Smolensk stavano sperimentando la fame e le epidemie fin dall'estate del 1610. La guarnigione russa si era indebolita (con solamente 200 soldati rimanenti) e non fu capace di respingere il quinto attacco dell'esercito polacco il 3 giugno 1611, quando dopo 20 mesi di assedio, esso, messo al corrente dal traditore evaso Andrej Dedišin, scoprì una debolezza nella difesa della fortezza ed il 13 giugno 1611 un cavaliere di Malta, Bartłomiej Nowodworski, inserì una mina in un canale fognario e l'esplosione successiva creò una grande breccia nelle mura della fortezza. Jakub Potocki fu il primo a raggiungere le mura. La fortezza capitolò nello stesso giorno, dopo un cruento combattimento per le strade della città, quando 3 000 cittadini russi cittadini si radunarono nella Cattedrale di Smolensk. Michail Šein ferito venne preso prigioniero e rimase nelle prigioni polacche per i successivi 9 anni.
Smolensk sarebbe poi stata sede di altri due assedi nel corso della guerra:  nel 1612 e nel 1617.
Durante il periodo di occupazione polacca ci fu un tentativo di cattolicizzazione con l'erezione della diocesi di Smolensk di rito latino e dell'arcieparchia di Smolensk greco-cattolica. La città comunque tornò ad essere russa e di religione ortodossa nel 1654.